# Haapasaari (ö i Birkaland, Övre Birkaland, lat 62,13, long 23,96)
Haapasaari är en ö i Finland. Den ligger i sjön Iso-Tarjanne och i kommunen Ruovesi i den ekonomiska regionen  Övre Birkalands ekonomiska region  och landskapet Birkaland, i den södra delen av landet, 220 km norr om huvudstaden Helsingfors. Öns area är 8,1 hektar och dess största längd är 0,5 kilometer i öst-västlig riktning.